# Bomb Buddies
Bomb Buddies é um jogo online em que você enfrenta outros jogadores em batalhas como o clássico Bomber Man.
Este game é inspirado em Bomberman, um dos jogos mais conhecidos em todo o mundo.
Em Bomb Buddies, você cria um personagem e então parte para a batalha, com salas de jogos repletas de jogadores e sempre com diversas modalidades de mapas.Aos poucos, conforme você avança, pode ainda aprimorar seus equipamentos e se tornar ainda mais imortal.
Conforme você avança no game, você aprimora jogadas e avança em level que o tornará muito mais letal a outros adversários.
Jogo
Quem já jogou Bomberman não terá muita dificuldade para se adaptar ao Bomb Buddies. Barra de espaço para soltar bombas, teclas direcionais para mover o personagem e a tecla ctrl para ativar os powers.No Bomb Buddies,você vai enfrentar vários outros jogadores,e com a presença de vários modos de jogos a ser escolhido. O Objetivo é criar as melhores armadilhas e avançar níveis superiores para ser o melhor dos Buddies.
Personalização e Valores
Quanto mais você joga o Bomb Buddies, você acumula pontos de prata que podem ser trocados por itens e comprar sessões de powers para as batalhas. Nele, também é possível usar dinheiro real para comprar itens, roupas e acessórios para seu personagem, ou até mesmo, a cada sete dias acessando o game, ganhar créditos free semanal.
Prós e Contras
Jogo ideal para jogadores e fãs de Bomber Man, o game nos leva ao entusiasmo e nos oferece diversos desafios. Game de fácil adaptação, sem muitas complicações imediatas, para jogar é necessário fazer o download do jogo no site do Bomb Buddies e criar uma nova conta.
Em Bomb Buddies,ele apresenta também dificuldades de instalação do game com várias etapas de instalação demoradas, 
gráficos simples e diversos jogadores de níveis altos que criam diversas contas fakes, ou seja, 
jogadores de altos níveis criam contas para fingirem ser novatos e prós de Bomb Buddies.
Outro ponto negativo é o fato de não haver muitos itens para ser comprado, a maioria dos jogadores são brasileiros 
e muito hostil e estão sempre dispostos a brigas e a boa panelinha de sempre.
Disponível em : r 